# Savetski Rajon
Savetski Rajon (vitryska: Савецкі Раён) är en kommun i Belarus. Den ligger i voblasten Homels voblast, i den östra delen av landet, 280 km sydost om huvudstaden Minsk.